# Pirjo Honkasalo
Pour les articles homonymes, voir Honkasalo.
Pirjo Honkasalo, née le 22 février 1947 à Helsinki (Finlande), est une réalisatrice, productrice, scénariste, monteuse et actrice finlandaise.

## Biographie
Sa conjointe est l'écrivaine, actrice et réalisatrice Pirkko Saisio.

## Filmographie partielle

### Comme réalisatrice
- 1967 : Ennen kuolemaa
- 1968 : The Whole Truth and Nothing But the Truth
- 1969 : Horros
- 1975 : Muuttolinnun laulu
- 1976 : Ikäluokka
- 1978 : Vaaran merkki
- 1979 : Kainuu 39
- 1980 : Cœur de feu (Tulipää)
- 1982 : Yhdeksän tapaa lähestyä Helsinkiä
- 1983 : 250 grammes - un testament radioactif (250 grammaa - radioaktiivinen testamentti)
- 1985 : Da Capo
- 1986 : Leonardon ikkunat (TV)
- 1991 : Mysterion
- 1993 : Tanjuska ja 7 perkelettä
- 1996 : Cendrillon de Tallinn (Tallinnan Tuhkimo)
- 1997 : Atman
- 1998 : Le cracheur de feu (Tulennielijä)
- 2004 : Les Trois Chambres de la mélancolie (Melancholian 3 huonetta)
- 2009 : Seitti - kilvoittelijan päiväkirja
- 2013 : Concrete Night (Betoniyö)

## Récompenses et distinctions
- 1998 : prix Finlande
- 2004, Prix Aho & Soldan pour l'oeuvre d'une vie
- 2005 : médaille Pro Finlandia

Tanjuska and the 7 Devils (Tanjuska och de sju djävlorna) (1993)
- Festival international du film de Mumbai 1994 : Prix du jury international[1]
- Festival international du film norvégien de Haugesund 1993 : prix Amanda du meilleur documentaire[2]
- Prix Kettu 1993 (meilleur film documentaire finlandais)
- Prix du film de l'État de Finlande 1993[3]
- Prix spécial Jussi 1994[4]

Atman (1997)
- Festival international du film documentaire d'Amsterdam 1996 : prix Joris Ivens[5]
- Prix Kettu 1996 (meilleur film documentaire finlandais)
- Prix du film de l'État de Finlande 1996

Fire-Eater (1998)
- Festival du film de Los Angeles 1998 : Grand prix de l'American Film Institute
- Locarno Film Festival 1998 : 
  - Prix du jeune jury
  - Prix Don Quixote - Jeune cinéma[réf. nécessaire]
- Prix du film de l'État de Finlande 1998
- Festival du cinéma nordique de Rouen 1999 : prix du public[3]

Les Trois Chambres de la mélancolie (Melancholian 3 huonetta, 2004)
- CPH:DOX 2004 : Premier prix
- Mostra de Venise 2004 : 
  - Prix Lina Mangiacapre
  - Human Rights Award
- Festival international du film documentaire d'Amsterdam 2004 : prix Amnesty International Doen
- Full Frame Documentary Film Festival 2005 : prix Seeds of War
- DocAviv 2005 : meilleur film international : mention spéciale
- Festival international du film de Thessalonique 2005 : prix Fipresci
- Festival international du film de Chicago 2005 : prix du cinéaste le plus innovateur
- ZagrebDox (Zagreb) 2005 : Grand Prix
- Festival international du film de Mar del Plata 2005 : prix Signis (World Catholic Association for Communication)
- One World Film Festival 2005 : prix du meilleur réalisateur (ex aequo avec Bunso de Ditsi Carolino)[4],[3]
- Festival international du film d'Erevan 2005 : Meilleur film documentaire

Concrete Night (2013)
- Festival international du film de Varsovie 2013 : nomination pour le Grand Prix
- Prix Jussi 2014 
  - du meilleur réalisateur
  - du meilleur film
- Festival international du film de Göteborg 2014 (nommée pour le Dragon Award)[6]

### Sélections en festival
- 1981 : Festival de Cannes : Cœur de feu (Tulipää), coréalisé avec Pekka Lehto, sélection officielle en compétition
- Prix national de la cinématographie, 1992
- 1998 : Festival international du film de Toronto, section Contemporary World Cinema : Le Cracheur de feu (fi) (Tulennielijä )
- 2013 : Festival international du film de Thessalonique, Séances spéciales : Concrete Night (Betoniyö)